# Hotu (collectif de réalisateurs)
 (octobre 2022).
La mise en forme du texte ne suit pas les recommandations de Wikipédia : il faut le « wikifier ».
Les points d'amélioration suivants sont les cas les plus fréquents :
- Les titres sont pré-formatés par le logiciel. Ils ne sont ni en capitales, ni en gras.
- Le texte ne doit pas être écrit en capitales (les noms de famille non plus), ni en gras, ni en italique, ni en « petit »…
- Le gras n'est utilisé que pour surligner le titre de l'article dans l'introduction, une seule fois.
- L'italique est rarement utilisé : mots en langue étrangère, titres d'œuvres, noms de bateaux, etc.
- Les citations ne sont pas en italique mais en corps de texte normal. Elles sont entourées par des guillemets français : « et ».
- Les listes à puces sont à éviter, des paragraphes rédigés étant largement préférés. Les tableaux sont à réserver à la présentation de données structurées (résultats, etc.).
- Les appels de note de bas de page (petits chiffres en exposant, introduits par l'outil «  Source ») sont à placer entre la fin de phrase et le point final[comme ça].
- Les liens internes (vers d'autres articles de Wikipédia) sont à choisir avec parcimonie. Créez des liens vers des articles approfondissant le sujet. Les termes génériques sans rapport avec le sujet sont à éviter, ainsi que les répétitions de liens vers un même terme.
- Les liens externes sont à placer uniquement dans une section « Liens externes », à la fin de l'article. Ces liens sont à choisir avec parcimonie suivant les règles définies. Si un lien sert de source à l'article, son insertion dans le texte est à faire par les notes de bas de page.
- La présentation des références doit suivre les conventions bibliographiques. Il est recommandé d'utiliser les modèles {{Ouvrage}}, {{Chapitre}}, {{Article}}, {{Lien web}} et/ou {{Bibliographie}}. Le mode d'édition visuel peut mettre en forme automatiquement les références.
- Insérer une infobox (cadre d'informations à droite) n'est pas obligatoire pour parachever la mise en page.

Pour une aide détaillée, merci de consulter Aide:Wikification.
Si vous pensez que ces points ont été résolus, vous pouvez retirer ce bandeau et améliorer la mise en forme d'un autre article.
Pour l’article homonyme, voir Hotu.
Hotu est un collectif de réalisateurs créé en 2014, œuvrant dans le domaine de l'audiovisuel, constitué d’auteurs et réalisateurs tels que Pierre Boyer, William Bernard, Jean-Baptiste Leflaive et Dimitri Monnois.
Depuis 2021, Hotu est également une société de production audiovisuelle.

## Histoire
Hotu est créé en 2014. Alors constitué de cinq membres (Pierre Boyer, William Bernard, Jean-Baptiste Leflaive, Dimitri Monnois et Arnaud Touyarou), le collectif commence à réaliser des vidéos et à les publier sur Youtube et Vimeo. Leur première réalisation notable est le clip autoproduit Srobotz, sorti en 2014, qui raconte l'histoire d'un groupe de russes qui rencontre un robot lors d'un accident de voiture. Le clip est sélectionné au Berlin Music Video Awards 2015 .
La même année, ils sortent 87 Bounces, un court métrage qui met en scène un ballon de basket-ball qui traverse des scènes de films culte. Le court métrage obtient le staff pick de Vimeo et est largement diffusé à la télévision et dans la presse française et internationale,,,.
En 2014 également, ils détournent en direct la cérémonie des NRJ Music Awards en publiant une vidéo fake sur Twitter alors que la cérémonie n'est pas encore terminée et que le replay n'est pas encore disponible. On y voit un homme tenter d'agresser Lenny Kravitz et Shy'm, rapidement maitrisé par un policier. La vidéo est repartagée des milliers de fois pendant la soirée, et certains médias commencent à s'emparer de l'affaire le soir même, avant de démentir le lendemain en expliquant que le collectif Hotu était à l'origine de la vidéo,,. La vidéo originale est alors supprimée de la chaîne YouTube d'Hotu, à la demande des ayants droit de Lenny Kravitz.  
En 2016, le lendemain de l'allocution de François Hollande, annonçant qu'il ne se représentera pas en 2017, Hotu publie une vidéo fake parodiant la séquence : Hollande déménage. La vidéo fait le tour des réseaux sociaux et est abondamment relayé à la télévision française et dans la presse,. 
A la suite de ce succès, l'équipe d'Antoine de Caunes contacte les membres du collectif pour leur proposer d'intégrer L'Émission d'Antoine en créant chaque semaine une vidéo parodiant l'actualité dans une nouvelle pastille, intitulée Hotu tape l'incruste. Hotu couvre alors la campagne présidentielle de 2017 riche en rebondissements (primaire de gauche, primaire de droite, affaire Fillon, première apparition du candidat Emmanuel Macron, etc...) et plusieurs de leurs vidéos deviennent virales,,, notamment Fillon pète un câble avec plus de 12 millions de vues et l'after-party du débat des présidentielles avec 26 millions de vues. 
Fin 2017, L'Émission d'Antoine est déprogrammée, mais la collaboration entre Hotu et Canal+ continue. La pastille Hotu tape l'incruste est diffusée d'abords dans Canalbis, puis au JT pressé présenté par Jordi et Martin. À partir de fin 2018, Hotu décide d'arrêter Hotu tape l'incruste pour développer la pastille hebdomadaire Hotu Search, toujours au sein du JT pressé. Chaque épisode répond à une question posée au moteur de recherche Hotu Search (reprenant les codes visuels de Google) via une vidéo humoristique hébergée sur le site fictif Hotube.
En parallèle de son activité télévisuelle, Hotu réalise à l'époque deux courts métrages diffusés sur YouTube. Rigor Mortis (à partir d'une idée originale de Pierre Paillère & Loen Hainaux) et Surfe avec la participation de Bastien Ughetto et Thomas VDB. 
Fin 2019, Hotu cesse sa collaboration avec Canal+ et revient à la réalisation. Entre 2020 et 2022, ils écrivent et réalisent de nombreux clips notamment pour Suzane, Bénabar, Omar Perry, David Guetta, Danakil ou encore Claudio Capéo.

## Filmographie

### Courts métrages
- 2014 : Srobotz
- 2014 : 87 Bounces
- 2016 : François Hollande déménage
- 2018 : Écureuil
- 2018 : Rigor Mortis
- 2019 : Surfe

### Clips
- 2015 : Rice Torture, The Four Owls
- 2015 : Ichor, Be Quiet
- 2016 : Please Come Home, Smokey Joe & The Kid
- 2016 : Smokid All Stars, Smokey Joe & The Kid
- 2016 : Camilla, I Am Stramgram
- 2020 : Quatre coins du Globe, Suzane
- 2020 : Les belles histoires, Bénabar
- 2021 : Un pavé dans l'écran, Oslo Tropique
- 2021 : Level Up, Cheeko et Volodia
- 2022 : Où que tu sois, Dorely
- 2022 : Fed Up, Danakil feat Bounty Killer
- 2022 : Silver Screen, David Guetta feat Miss Kittin et Felix Da Housecat
- 2022 : Speed Life, Stéphane Legar, générique du film Sonic 2
- 2022 : Good Vibes, Omar Perry feat Balik et Yaniss Odua
- 2022 : Chant Down Babylon, Omar Perry
- 2022 : Laisse Aller, Claudio Capéo

### Télévision
- 2017 : Hotu Tape L'incruste à L'Émission d'Antoine
- 2017 : La gaule d'Antoine
- 2018 - 2019 : Hotu Tape L'incruste à Canalbis
- 2019 : Hotu Search au JT Pressé